# Vaping-gerelateerde longschade
Vaping-gerelateerde longschade (VGL), in het Engels gekend als Vaping-associated pulmonary injury (VAPI), vaping-associated lung injury (VALI) of e-cigarette, or vaping, product use associated lung injury (E/VALI), is een overkoepelende term voor longziekten geassocieerd met vapen. De term verwijst vooral naar de levensbedreigende en ernstige gevallen.
Symptomen kunnen aanvankelijk lijken op veelvoorkomende longdiagnoses, zoals longontsteking, maar patiënten reageren meestal niet op antibioticatherapie. Differentiaaldiagnoses vertonen overlappende kenmerken met VGL, waaronder COVID-19. 
In het jaar 2019 hield VGL voornamelijk de VS in de ban vanwege 26 sterfgevallen vanwege de ziekte. 2019 is ook het jaar waarin de ziekte ontdekt werd. In Europa stierf de eerste persoon door VGL in maart 2020.
Er is nog geen remedie voor de ziekte. Ook bestaat de ziekte nog niet lang genoeg om te weten wat er gebeurt op lange termijn.